# Samirejo
Samirejo is een bestuurslaag in het regentschap Kudus van de provincie Midden-Java, Indonesië. Samirejo telt 4187 inwoners (volkstelling 2010).